# Qualificazioni all'AFF Cup 2010
Le qualificazioni all'AFF Cup 2010 si tennero a Vientiane, in Laos, dal 22 al 26 ottobre 2010. I due posti ancora liberi per la fase finale del torneo furono contesi dalle cinque nazionali del Sud-est asiatico peggio piazzate nel ranking FIFA. Ciononostante, a causa della squalifica della Federazione calcistica del Brunei da parte della FIFA, la nazionale del Brunei non prese parte alla manifestazione. Il sorteggio delle qualificazioni ebbe luogo il 15 settembre 2010.

## Qualificazioni
| Data            | Luogo     | Squadra 1 | Risultato | Squadra 2 |
| --------------- | --------- | --------- | --------- | --------- |
| 22 ottobre 2010 | Vientiane | Timor Est | 0 - 5     | Filippine |
| 22 ottobre 2010 | Vientiane | Laos      | 0 - 0     | Cambogia  |
| 24 ottobre 2010 | Vientiane | Cambogia  | 4 - 2     | Timor Est |
| 24 ottobre 2010 | Vientiane | Filippine | 2 - 2     | Laos      |
| 26 ottobre 2010 | Vientiane | Filippine | 0 - 0     | Cambogia  |
| 26 ottobre 2010 | Vientiane | Laos      | 6 - 1     | Timor Est |

| squadra   | P.ti | G | V | N | P | GF | GS | DR  |
| --------- | ---- | - | - | - | - | -- | -- | --- |
| Laos      | 5    | 3 | 1 | 2 | 0 | 8  | 3  | +5  |
| Filippine | 5    | 3 | 1 | 2 | 0 | 7  | 2  | +5  |
| Cambogia  | 5    | 3 | 1 | 2 | 0 | 4  | 2  | +2  |
| Timor Est | 0    | 3 | 0 | 0 | 3 | 3  | 15 | -12 |

## Marcatori
3 goal
- Khim Borey
- Ian Araneta

2 goal
- Kanyala Sysomvang
- Soukaphone Vongchiengkham
- Phil Younghusband
- Chiquito

1 goal
- Nuth Sinoun
- Ketsada Souksavanh
- Konekham Inthammavong
- Kovanh Namthavixay
- Lamnao Singto
- Antón del Rosario
- James Younghusband
- Anggisun